# Jan Groen Tukker
Jan Groen Tukker (Giessendam, 14 juli 1894 - Giessenburg, 10 april 1971) was landbouwkundig ingenieur en de eerste voorzitter van het Productschap voor Pluimvee en Eieren. Als directeur van de Nederlandse Centrale voor Pluimvee en Eieren en als regeringscommissaris was hij in de crisisjaren nauw betrokken bij de totstandkoming en uitvoering van de Landbouwcrisiswet. In de Tweede Wereldoorlog was hij provinciaal voedselcommissaris van Gelderland en maakte hij deel uit van het ambtelijk apparaat dat de voedselvoorziening in Nederland intact poogde te houden. 

## Opleiding
Tukker groeide op als tweede zoon in een liberaal boerengezin met vier kinderen in de Alblasserwaard. Zijn broer, vader en grootvader bekleedden diverse functies in lokale polder- bank- en gemeentebesturen. Omdat zijn twee broers boer werden mocht hij naar de rijks-hbs te Gorinchem. Hij zat gedurende vier jaar in dezelfde klas als Anton Mussert. Voor zover bekend onderhielden ze nadien geen contact. Na de HBS studeerde hij aan de Landbouwhogeschool Wageningen. 

## Loopbaan
In 1915 studeerde hij af als ingenieur. Twee jaar later behaalde hij de noodzakelijke onderwijsakten, en werd hij docent aan de Landbouwwinterscholen te Sittard, Alkmaar en Dordrecht. Vanaf 1921 was hij rundveeconsulent voor Zuid-Holland. In 1927 werd hij aangesteld als rijkspluimveeconsulent voor Gelderland, waarbij hij tegelijk directeur werd van het Instituut voor Pluimveeteelt op landgoed Spelderholt te Beekbergen, waar hij ook ging wonen. In december 1931 werd hij benoemd tot regeringscommissaris voor pluimvee en directeur en voorzitter van de Pluimveecentrale, die vanaf 1935 de Nederlandse Centrale voor Pluimvee en Eieren heette. In de tweede helft van de crisisjaren slaagde hij er in de export van pluimveeproducten naar Duitsland en Engeland tot recordhoogte op te voeren. Hij was de eerste docent pluimveeteelt aan de Landbouwhogeschool in Wageningen.

### Tweede wereldoorlog
Met onder andere Stephanus Louwe Louwes en Hans Max Hirschfeld stond hij in 1937 aan de basis van het Rijksbureau voor Voedselvoorziening in Oorlogstijd, waarover Louwes de leiding had. Met de ervaring van de economische blokkade uit de Eerste Wereldoorlog nog in het geheugen, wilde men in geval van weer een oorlog in Europa een herhaling van economische ineenstorting voorkomen. Hiertoe moest Nederland zelfvoorzienend worden in haar voedselvoorziening. Omdat oorlog impliceerde dat men gedwongen zou kunnen worden met een  bezettende macht samen te werken, werden in mei 1937 door de Ministerraad gedragsregels voor zo'n samenwerking vastgelegd. In deze zogenaamde "Aanwijzingen" werden hoge ambtenaren en andere hooggeplaatsten verplicht zo lang mogelijk op hun post te blijven, om te dienen als "bemiddelaar tussen het volk en de bezetter." Tukker had hier als provinciaal voedselcommissaris, een functie die hij in september 1939 op verzoek van Louwes had aanvaard, voortdurend mee te maken maar bleef op zijn post, ondanks vele dreigementen vervangen te worden door een nationaalsocialist.  
In januari 1943 moesten hij en zijn vrouw Spelderholt verlaten, toen de Duitsers het confisqueerden voor nazi-Reichskommissar Arthur Seyss-Inquart en zijn plaatsvervanger Dr. Friedrich Wimmer. Veel organisatieonderdelen van het nazi-bestuur trokken eveneens landinwaarts, waar men zich veiliger waande. Tukker en zijn vrouw verhuisden binnen Beekbergen naar een voormalig vakantiehuis. 

### Na 1945
Op eigen verzoek werd hij in 1946 door de Nederlandse regering eervol uit zijn functie als voedselcommissaris ontslagen. Voor de zuiveringscommissie had hij echter wel een berisping moeten incasseren als gevolg van zijn nauwe contacten met de Duitsers.  
Daarna keerde hij terug in zijn meeste vooroorlogse functies. Hij was tot aan zijn pensioen in 1959 de spil tussen de pluimveehouderij en de overheid. In 1953 was Nederland weer de grootste eierexporteur ter wereld. Maar als voorzitter van het Productschap voor Pluimvee en Eieren wist hij vast te houden aan het gegeven dat geen enkele pluimveehouder meer dan zeshonderd kippen mocht hebben. Vrijwel direct na Tukker's pensioen schafte minister van Landbouw Marijnen deze beperking af. In hoog tempo verschenen daarna de stallen voor twaalf- tot twintigduizend kippen. Deze industriële bedrijven gingen ten koste van de grondgebonden gemengde boerenbedrijven met enkele tientallen tot honderden kippen, waar Tukker zijn hele loopbaan voor gestreden had. 

## Onderscheidingen
Jan Groen Tukker was eerst Ridder in de Orde van Oranje-Nassau en werd later ook Officier. Deze onderscheidingen kreeg hij op voorspraak van de elkaar opvolgende ministers van Economische Zaken, Mr. T. Verschuur en Mr. M. Steenberghe. In mei 1959 werd hij benoemd tot Ridder in de 1e graad in de Orde van de Dannebrog, een Deense koninklijke onderscheiding, hem toegekend voor zijn samenwerking met Denemarken binnen de pluimveehouderij.
Zijn huwelijk met de negen jaar oudere Aleida Mathilda Anna van der Maas bleef kinderloos.